# Medaile stého výročí královské rodiny
Medaile stého výročí královské rodiny (norsky Kongehusets 100-årsmedalje) je norská pamětní medaile založená králem Haraldem V. v roce 2005.

## Historie a pravidla udílení
Medaile byla založena dne 25. listopadu 2005 norským králem Haraldem V. na památku stého výročí norské královské dynastie. Udělena byla při příležitosti oslav stého výročí nezávislosti Norska a stého výročí královské rodiny. Udělena byla členům královské rodiny, příslušníkům královského dvora, členům vlády, předsedům Stortingetu, vysokým zástupcům norské církve, velitelům policie a dalším úředníkům. Medaile byla vyrobena firmou Carl Poellath v počtu asi 400 kusů. Uděleno jich bylo 366. V hierarchii norských vyznamenání se nachází na 29. místě.

## Popis medaile
Medaile kulatého tvaru o průměru 30 mm je vyrobena ze stříbra. Na přední straně je podobizna krále Haakona VII. obklopená nápisem KONGEHUSET 100 ÅR. Na zadní straně je věnec z dubových listů. Nad věncem je nápis ALT FOR NORGE. Pod věncem jsou dva letopočty 1905–2005. Medaile je převýšena královskou korunou.
Stuha je tvořena širokým modrým pruhem uprostřed, na který z obou stran navazuje úzký bílý proužek a širší proužek červené barvy lemující oba okraje. Barvami tak stuha odpovídá barvám norské vlajky.